# Sauber C22
Chronologie des modèles (2003)
Sauber C21 Sauber C23
La Sauber C22 est la monoplace engagée par l'écurie suisse Sauber lors de la saison 2003 de Formule 1. Elle est pilotée par les Allemands Nick Heidfeld, qui effectue sa troisième année consécutive au sein de l'écurie, et Heinz-Harald Frentzen qui a commencé sa carrière chez Sauber en 1994. Le pilote-essayeur est le Suisse Neel Jani.

## Historique

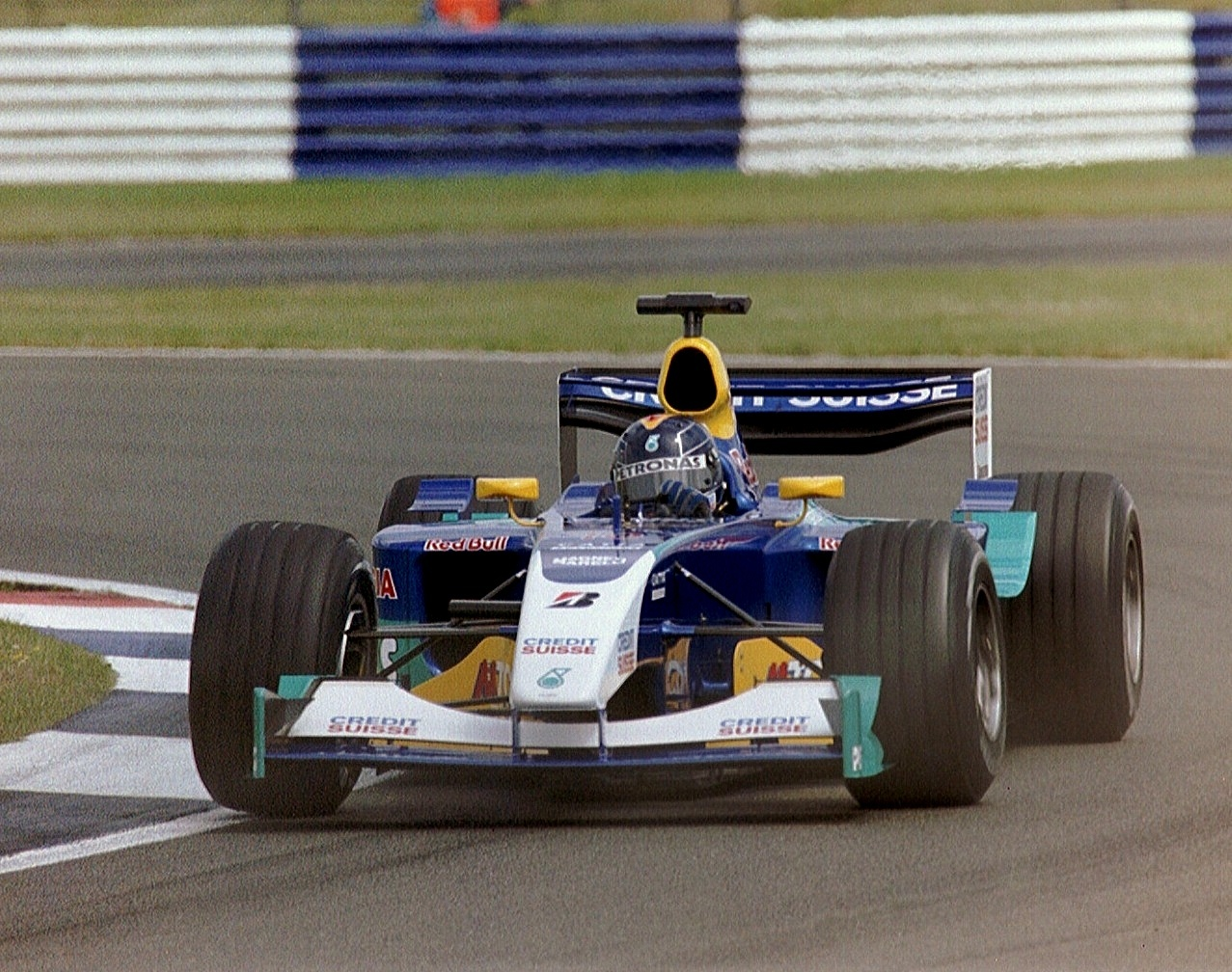
La Sauber C22 de Heinz-Harald Frentzen à Silverstone.

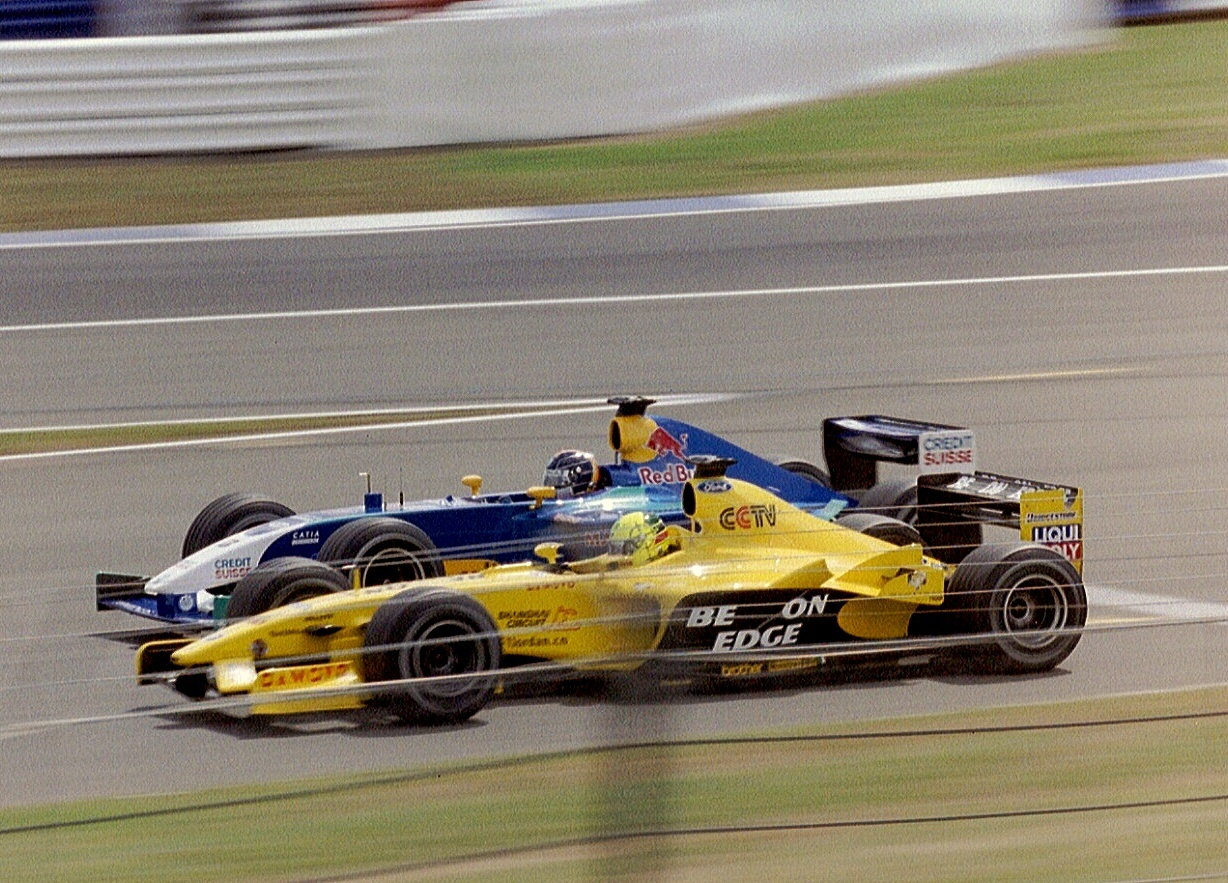
Heinz-Harald Frentzen (Sauber C22) dépasse Ralph Firman (Jordan EJ15) au Grand Prix de Grande-Bretagne 2003.

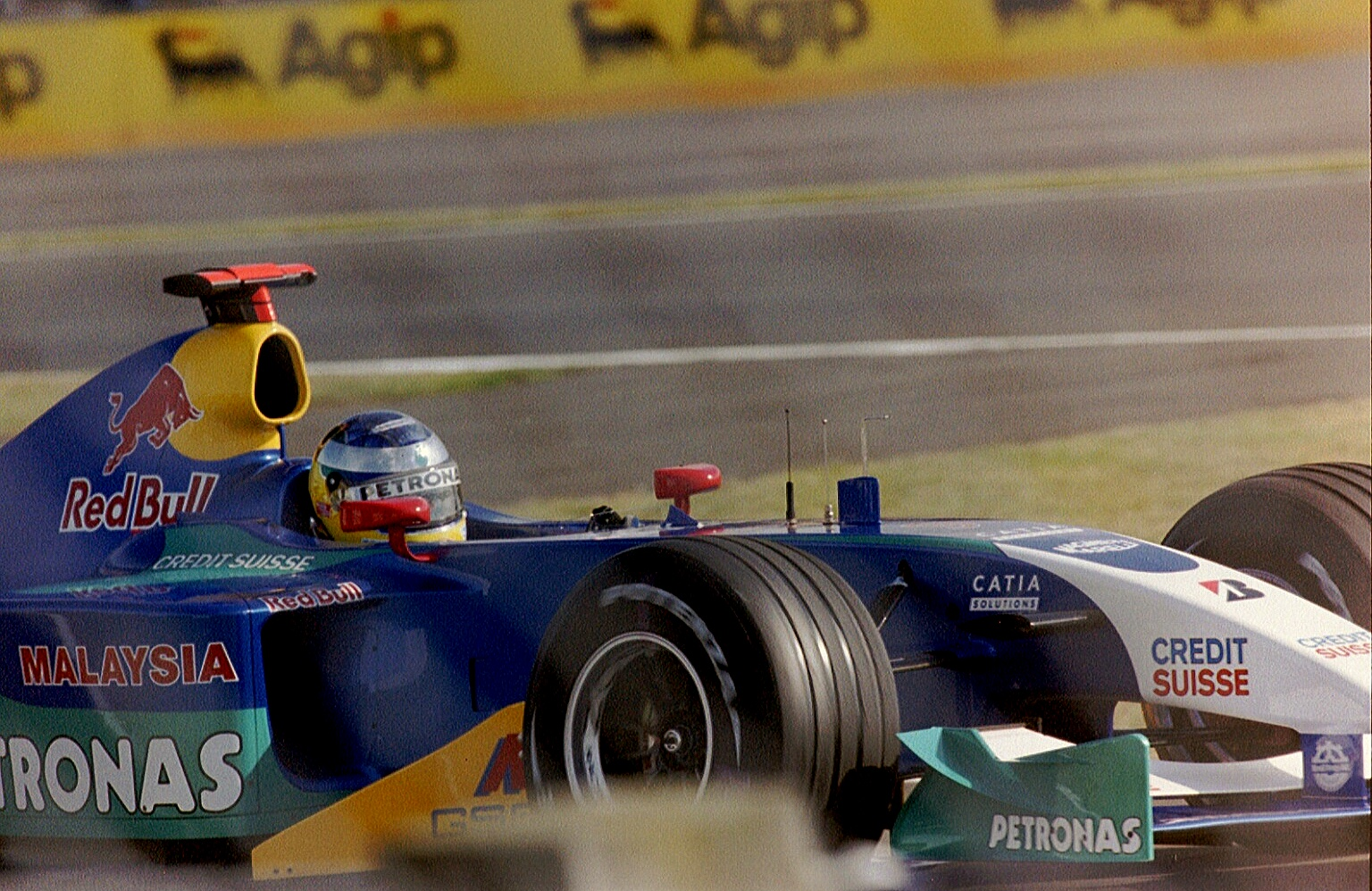
Nick Heidfeld à Silverstone en 2003.

Troisième monoplace de l'écurie suisse conçue par l'ingénieur allemand Willy Rampf, la Sauber C22 est, à son lancement, assez différente de sa devancière, la Sauber C21, tout en présentant des similitudes au niveau de l'aileron avant, des dérives aérodynamique des roues arrière et du capot moteur avec celle-ci et la Sauber C20 de 2001. Développée à partir de mai 2002, la C22 est testée en soufflerie et bénéficie d'une construction plus compacte et légère afin d'abaisser son centre de gravité. La C22 a été conçue en prenant compte de la taille de Heinz-Harald Frentzen qui avait du mal à s'installer dans la C21 lorsqu'il avait remplacé le Brésilien Felipe Massa au Grand Prix des États-Unis. Elle subit d'importantes modifications à partir du Grand Prix d'Italie en fin de saison, essentiellement sur sa partie arrière (capot moteur et pontons).
Le dimanche 9 janvier 2003, Peter Sauber, le patron de l'écurie suisse, annonce que l'objectif de son équipe est « de jouer un rôle-clé à l'avant-garde du peloton de chasse » et de conserver la quatrième place du championnat des constructeurs acquise en 2002. Sauber annonce également l'arrivée de la société russe Mobiles TéléSystèmes en tant que commanditaire (le logo est visible sur un fond jaune sur les déflecteurs de la monoplace). Ce partenariat, d'une durée de plusieurs années, doit notamment permettre la construction d'une soufflerie ultramoderne près de l'usine Sauber basée à Hinwil en Suisse.
Forte de ces ambitions, l'écurie se rend en Australie disputer le premier Grand Prix de la saison. En qualifications, Heinz-Harald Frentzen obtient la quatrième place et convertit sa performance en une sixième place en course tandis que Nick Heidfeld abandonne après une casse de suspension. En Malaisie, Heidfeld prend le point de la huitième place alors que son coéquipier termine cinquième au Brésil,.
Au début de la saison européenne, Sauber ne parvient pas à hisser ses monoplaces dans les dix premières du classement et qui doit faire face aux problèmes de fiabilité de la C22. Le point culminant de ces problèmes survient lors du Grand Prix d'Autriche lors duquel Frentzen renonce à prendre le départ de la course en raison d'un problème d'embrayage survenu lors du tour de formation, l'écurie n'ayant pas le temps de préparer la voiture de réserve et de faire les réglages basés sur ceux de la monoplace de Heidfeld. Ce dernier, parti quatrième sur la grille de départ, dégringole au classement et abandonne après une casse moteur.
Il faut attendre le neuvième Grand Prix de la saison au Nürburgring pour revoir deux Sauber franchir la ligne d'arrivée, Frentzen terminant juste derrière Heidfeld qui se classe huitième. Les épreuves suivantes sont plus délicates pour l'écurie suisse qui ne parvient pas à s'extirper de la deuxième moitié du peloton.
La meilleure performance de la Sauber C22 arrive au Grand Prix des États-Unis. Les deux pilotes partis du milieu de grille, font une course solide et prétendent tous deux au podium durant une partie de la course, Frentzen prenant même la tête de l'épreuve pendant un tour. Heidfeld termine en cinquième position et Frentzen franchit la ligne d'arrivée à la troisième place, réalisant le premier podium de l'écurie depuis le Grand Prix du Brésil 2001 et la troisième place d'Heidfeld. C'est le dernier podium de Sauber jusqu'au retour de l'écurie sous son nom propre en 2011,.
Sauber termine sixième du championnat des constructeurs avec dix-neuf points. Heinz-Harald Frentzen prend la onzième place du championnat des pilotes avec treize points et Nick Heidfeld se classe quatorzième avec six points. 
Lors de l'été 2003, Sauber envisage d'engager la C22 pour les premiers Grands Prix de la saison 2004 car la soufflerie de Hinwil n'est pas encore achevée, ce qui empêche le développement de la Sauber C23. La C23 est finalement prête à disputer intégralement la saison 2004 de Formule 1.

## Résultats en championnat du monde de Formule 1

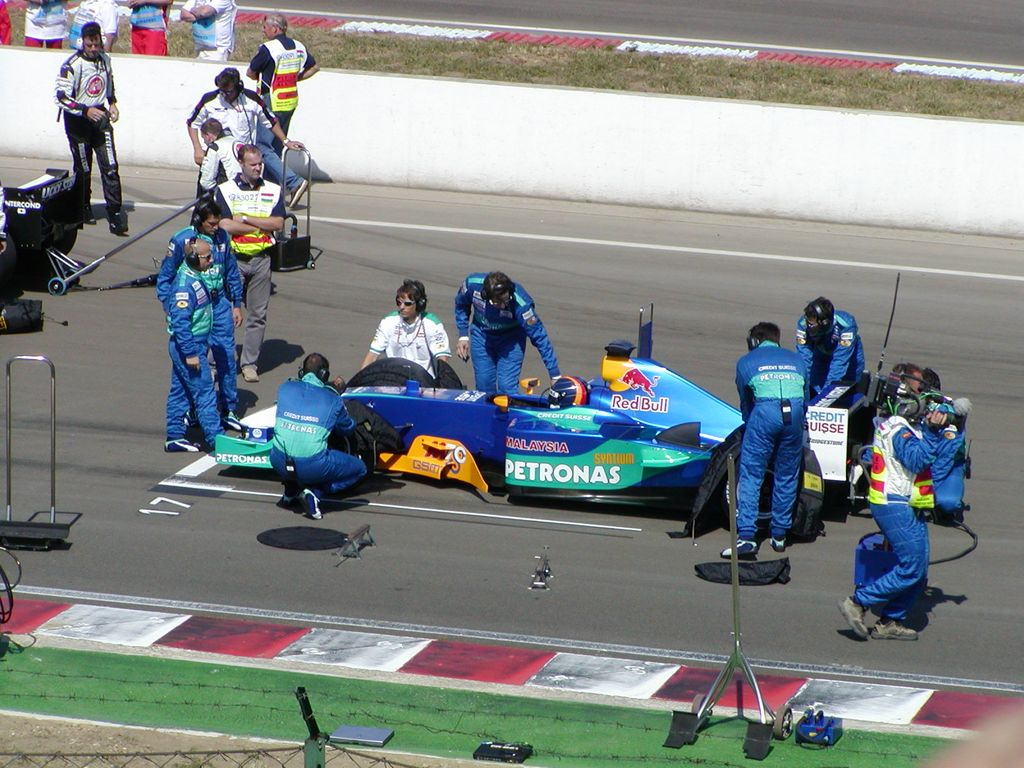
La Sauber C22 de Heinz-Harald Frentzen sur la grille de départ du Grand Prix de Hongrie.

| Saison | Écurie          | Moteur       | Pneus       | Pilotes               | Courses | Courses | Courses | Courses | Courses | Courses | Courses | Courses | Courses | Courses | Courses | Courses | Courses | Courses | Courses | Courses | Points inscrits | Classement |
| Saison | Écurie          | Moteur       | Pneus       | Pilotes               | 1       | 2       | 3       | 4       | 5       | 6       | 7       | 8       | 9       | 10      | 11      | 12      | 13      | 14      | 15      | 16      | Points inscrits | Classement |
| ------ | --------------- | ------------ | ----------- | --------------------- | ------- | ------- | ------- | ------- | ------- | ------- | ------- | ------- | ------- | ------- | ------- | ------- | ------- | ------- | ------- | ------- | --------------- | ---------- |
| 2003   | Sauber Petronas | Petronas V10 | Bridgestone |                       | AUS     | MAL     | BRÉ     | SMR     | ESP     | AUT     | MON     | CAN     | EUR     | FRA     | GBR     | ALL     | HON     | ITA     | USA     | JAP     | 19              | 6e         |
| 2003   | Sauber Petronas | Petronas V10 | Bridgestone | Nick Heidfeld         | Abd     | 8e      | Abd     | 10e     | 10e     | Abd     | 11e     | Abd     | 8e      | 13e     | 17e     | 10e     | 9e      | 9e      | 5e      | 9e      | 19              | 6e         |
| 2003   | Sauber Petronas | Petronas V10 | Bridgestone | Heinz-Harald Frentzen | 6e      | 9e      | 5e      | 11e     | Abd     | Np      | Abd     | Abd     | 9e      | 12e     | 12e     | Abd     | Abd     | 13e     | 3e      | Abd     | 19              | 6e         |

Légende : ici 